# Organizzazione delle Nazioni Unite per lo sviluppo industriale
L'Organizzazione delle Nazioni Unite per lo sviluppo industriale (UNIDO, dall'inglese United Nations Industrial Development Organization) è un'agenzia specializzata delle Nazioni Unite per l'incremento delle attività industriali dei paesi membri.